# ロカビリーの殿堂
ロカビリーの殿堂（ロカビリーのでんどう、英語: Rockabilly Hall of Fame）は、米国テネシー州ナッシュビルにある組織で、初期のロックンロールの歴史と、ロカビリーに関係するアーティストや人物に関する情報を紹介している。

## 概要
ロカビリーの殿堂は、1997年3月21日に米国テネシー州ナッシュビルで立ち上げられた組織とウェブサイトで、初期のロックンロールの歴史と、ロカビリーに関係するアーティストや人物に関する情報を紹介している。最初の登録証明書は歌手のジーン・ヴィンセントへ1997年11月16日に発行された。おもにボブ・ティマーズ（Bob Timmers）が創設した非営利団体で、ロカビリー音楽を代表するのファンやアーティストによって部分的にサポートされているウェブサイトが維持されている。このサイトには、英国の代表者ロッド・パイク（Rod Pyke）とカナダの代表者ジョニー・ヴァリス（Johnny Vallis）もいる。5,000件を超える「伝説的音楽」がウェブサイトにリストされており、約400件が「登録」されている。登録されているのは、1962年以前に注目すべきパフォーマンスをしたアーティストに限定されている。このウェブサイトには、ニュースの更新、アーティストのプロフィール、パフォーマーの追憶、ビデオ、写真、特集などがある。
登録された人々の中には、パイオニアの歌手、ソングライター、ディスクジョッキー、またサン・レコードのオーナーのサム・フィリップスなどのプロモーター/プロデューサーがいる。

## 参照項目
- ナッシュヴィルは様々な音楽の中心
- ロカビリー